# Blood & Glitter
Blood & Glitter (englisch für „Blut und Glitzer“) ist ein Lied der deutschen Dark-Rock-Band Lord of the Lost. Das Stück war der deutsche Beitrag zum Eurovision Song Contest 2023, wo es den letzten Platz belegte, und erschien als erste Singleauskopplung aus ihrem gleichnamigen zehnten Studioalbum.

## Entstehung und Artwork
Geschrieben wurde das Lied von den beiden Bandmitgliedern Chris Harms und Pi Stoffers sowie den Koautoren Anthony James Brown und Rupert Keplinger. Harms zeichnete darüber hinaus für den großen Teil der Produktion verantwortlich. Er war unter anderem zuständig für die Abmischung, das Mastering, die Produktion und Programmierung. Die Produktion und Programmierung übernahm Harms gemeinsam mit Corvin Bahn; als Koproduzent stand ihnen der finnische Musiker Jaani Peuhu zur Seite. Bei der Programmierung erhielten Bahn und Harms vom Hamburger Benjamin Lawrenz Unterstützung, der wiederum mit Harms auch für die Abmischung und das Mastering zuständig war. Lawrenz fungierte zudem als Tonmeister und nahm mit Bengt Jaeschke, den Lord-of-the-Lost-Mitgliedern sowie Aleksi Villberg das Lied auf.
Aufgenommen wurde das Lied in den Chameleon Studios (Hamburg), bei Recording Sylt (Westerland), den Sonic Pump Studios (Helsinki) und den Sto‘Vo’Kor Studios (Hamburg), wobei in den Chameleon Studios die Abmischung und das Mastering erfolgten. Die Instrumentierung erfolgte überwiegend durch alle Bandmitglieder, darunter: Gared Dirge (Gitarre, Perkussion, Piano und Synthesizer), Harms (Gitarre und Synthesizer), Klaas Helmecke (Bass), Niklas Kahl (Perkussion und Schlagzeug) und Stoffers (Gitarre). Als einzigen externen Musiker engagierte man Bahn an Piano und Synthesizer.
Auf dem Frontcover der Single ist – neben Liedtitel und Interpretenangabe – Lord-of-the-Lost-Frontmann Chris Harms zu sehen. Es zeigt ihn brustaufwärts, in seinem Outfit aus dem dazugehörigen Musikvideo. Er hält seine linke Hand an seine linke Augenbraue und zeigt mit der rechten Hand den Mittelfinger, während ihm Blut aus seiner Nase läuft. Es handelt sich um das gleiche Coverbild wie beim gleichnamigen Studioalbum, aufgenommen von dem Hamburger Fotografen Franz Schepers. Artwork und Bildbearbeitung übernahmen die beiden Schweizer Chiara Cerami und Matteo Fabbiani von VDPictures, die auch das dazugehörige Musikvideo drehten.

## Veröffentlichung und Promotion
Die Erstveröffentlichung von Blood & Glitter erfolgte als Single am 24. Dezember 2022. Sie erschien als Einzeltrack zum Download und Streaming durch Napalm Records. Der Vertrieb erfolgte durch Universal Music, verlegt wurde das Lied durch Angry Dog Publishing, Edition 777Songs und Schubert Music Publishing. Eine Woche nach der Singleveröffentlichung, am 30. Dezember 2022, erschien das Lied als Teil von Lord of the Losts gleichnamigem zehnten Studioalbum, das zum Nummer-eins-Album in Deutschland avancierte.
Auf der Deluxeversion des Albums befindet sich als Bonustitel eine Instrumentalversion. Am 2. März 2023 erschien ein Remix durch den deutschen Electro-Industrial-Sänger Faderhead als Einzeltrack-Single.
Um das Lied zu bewerben, trat die Band unter anderem live im ARD-Morgenmagazin am 12. April 2023 auf.

## Eurovision Song Contest

### Unser Lied für Liverpool
Am 3. März 2023 nahm Lord of the Lost an Unser Lied für Liverpool teil, der deutschen Vorentscheidung zum Eurovision Song Contest 2023. Die Band war einer von acht Teilnehmern und trat mit der letzten Startnummer auf. Während des Auftritts trug die Gruppe dasselbe Outfit wie im dazugehörigen Musikvideo.
Nach den Jurypunkten lag Lord of the Lost mit 43 Punkten und 47 Zählern Rückstand zum Erstplatzierten Will Church (Hold On) auf dem fünften Rang. Bei den Zuschauerstimmen lag die Band mit 146 Punkten an erster Stelle und setzte sich in der Gesamtwertung mit 189 Punkten vor Will Church und Ikke Hüftgold (Lied mit gutem Text) mit je 111 Punkten durch. Damit nahm die Band am 67. Eurovision Song Contest vom 9. bis 13. Mai 2023 teil. Deutschland zählte zu den Ländern, die automatisch für das Finale qualifiziert waren.
Es war nicht die erste Teilnahme der Band an einer deutschen ESC-Vorentscheidung. Chris Harms erzählte in einem Interview mit n-tv, dass sie sich in den vorangegangenen Jahren immer wieder beworben hätten. Anfangs seien sie nie weit gekommen. 2022 sei die Band bis kurz vor der TV-Show im Rennen gewesen. Dann sei das Konzept allerdings so aufgebaut worden, dass es vor allem um Radiotauglichkeit gehen sollte. Sie seien damit gescheitert, ähnlich wie Electric Callboy. Die Band habe keinen Sinn darin gesehen, ihre Bewerbungen öffentlich zu machen. Stattdessen hätten sie sich selbst gesagt: „Okay, wenn sie das Konzept ändern, probieren wir es wieder.“ 2023 sei das der Fall gewesen und es habe funktioniert.

### Eurovision Song Contest
Als Teil der sogenannten „Big Five“ war Deutschland für das Finale des Eurovision Song Contests qualifiziert, das am 13. Mai 2023 in Liverpool stattfand. Im Finale erreichte Deutschland mit insgesamt 18 Punkten den letzten von 26 Plätzen. Das Lied erhielt drei Punkte von den nationalen Jurys (letzter Platz) und 15 Punkte von den Zuschauern (drittletzter).

## Inhalt
Der Liedtext zu Blood & Glitter ist in englischer Sprache verfasst; der Titel bedeutet ins Deutsche übersetzt „Blut und Glitzer“ und ist angelehnt an einen Bildband des britischen Fotografen Mick Rock. Der Text wurde von Anthony James Brown, Chris Harms, Rupert Keplinger und Pi Stoffers geschrieben, die Musik von Harms und Keplinger komponiert.
Musikalisch und stilistisch handelt es sich hierbei um einen Titel aus den Bereichen des Dark Metal, einem musikalischen Subgenre des Extreme Metal, und des Dark Rock. Das Tempo beträgt 139 Schläge pro Minute. Die Grundtonart ist a-Moll. Neben dem Hauptgesang von Harms ist im Hintergrund die Stimme von Stoffers zu hören.
Inhaltlich handelt das Lied davon, nicht aufzugeben, Neues auszuprobieren und nie die Bodenhaftung zu verlieren. Das Stück wird vor allem von dem für die Band typischen Stilwechsel zwischen hart und sanft charakterisiert. Nach einem sehr ruhigen Beginn zur Pianobegleitung folge unmittelbar eine kurze Metalsequenz, bevor es in die treibende rockige Strophe übergeht.
Aufgebaut ist das Lied aus einem Intro, zwei Strophen, einem Refrain und einer Bridge. Es beginnt mit dem Intro, das ein Vierzeiler ist, der sich aus Teilen des Refrains zusammensetzt. Auf das Intro folgt die erste Strophe, die ein Dreizeiler ist. Auf die erste Strophe folgt zunächst der sogenannte Pre-Chorus, ehe der eigentliche Hauptteil des Refrains einsetzt. Zum Ausklang endet der Refrain mit dem Post-Chorus. Der gleiche Aufbau wiederholt sich mit der zweiten Strophe. Nach dem zweiten Refrain erfolgt als Zwischenstück der Refrain, der sich aus Teilen des Post-Chorus zusammensetzt, ehe das Lied mit dem dritten Refrain endet, der jedoch ohne den Pre-Chorus auskommt.

## Musikvideo
Das Musikvideo zu Blood & Glitter wurde im Mai 2022 in den Woodland Studios in Wedel gedreht und hatte seine Premiere auf YouTube am 24. Dezember 2022. Es zeigt die Band in einem komplett in Rot ausgestatteten Studio, während sie mit dem Lied auftreten. Im Verlauf des Videos regnet „Blut“ und „Glitzer“ auf die Band herab. Lord of the Lost präsentiert das Lied in denselben roten Outfits, die sie auch bei der deutschen Vorentscheidung zum Eurovision Song Contest trugen. In den Medien wurden die Outfits mit den Präsentationen des Glam Rocks der 1970er-Jahre verglichen.
Die Gesamtlänge des Videos beträgt 2:59 Minuten. Regie führten Chiara Cerami und Matteo Fabbiani von VDPictures, die bereits in der Vergangenheit Regie für die Band geführt hatten. Bis Mai 2023 zählte das Musikvideo über zwei Millionen Aufrufe bei YouTube. Der Upload des Musikvideos erfolgte unter anderem mit dem Kommentar: „In Memory of Mick Rock (1948–2021) (englisch für „In Erinnerung an Mick Rock (1948–2021)“)“

## Mitwirkende
Liedproduktion
- Corvin Bahn: Musikproduzent, Piano, Programmierung, Synthesizer
- Anthony James Brown: Liedtexter
- Chris Harms (The Lord): Abmischung, Gesang, Gitarre, Komponist, Liedtexter, Mastering, Musikproduzent, Programmierung, Synthesizer, Tonmeister
- Gerrit Heinemann (Gared Dirge): Gitarre, Perkussion, Piano, Synthesizer, Tonmeister
- Klaas Helmecke (Class Grenayde): Bass, Tonmeister
- Bengt Jaeschke: Tonmeister
- Niklas Kahl: Perkussion, Schlagzeug, Tonmeister
- Rupert Keplinger: Komponist, Liedtexter
- Benjamin Lawrenz: Abmischung, Mastering, Programmierung, Tonmeister
- Jaani Peuhu: Koproduzent
- Pi Stoffers: Begleitgesang, Gitarre, Liedtexter, Tonmeister
- Aleksi Villberg: Tonmeister

| Unternehmen - Angry Dog Publishing: Verlag - Chameleon Studios: Tonstudio - Edition 777Songs: Verlag - Napalm Records: Musiklabel - Recording Sylt: Tonstudio - Schubert Music Publishing: Verlag - Sonic Pump Studios: Tonstudio - Sto‘Vo’Kor Studios: Tonstudio - Universal Music: Vertrieb - Vdpictures: Artwork (Cover), Filmproduzent (Musikvideo) | Covergestaltung und Musikvideo - Chiara Cerami: Artwork, Bildbearbeitung, Filmeditor, Filmproduzent, Regisseur - Matteo Fabbiani: Artwork, Bildbearbeitung, Filmeditor, Filmproduzent, Kameramann, Regisseur - Seck Jürgen: Spezialeffekt - Sebastian Krenzin: Visagist - Corinna Mikschl: Mode - Jan Season: Kameraassistent - Franz Schepers: Fotograf (Cover) - Stephen Thompson: Beleuchter - René Wurstrack: Spezialeffekt |

## Rezeption

### Rezensionen
Toni Hennig von laut.de bewertete das Album mit zwei von fünf Sternen. Er ist der Meinung, dass die Band beim Titelstück ihren Klang mit funkelnden 1980er-Jahre-Keyboards verbinde, was aufgrund des einprägsamen Refrains erstaunlich gut funktioniere.
Juan Esteban von Metal1.info vergab acht von zehn Punkten für das Album. Den eröffnenden Titeltrack beschrieb er als randvoll mit 1970er-Synthies, die in typischer Lord-of-the-Lost-Manier mit krachenden Gitarren und wavigen Keyboards vermengt würden.
Powermetal.de vergab neun von zehn Punkten für das Album. Rezensent Marcel Rapp beschrieb Blood & Glitter dabei als düsteres und eindringliches Titelstück, das sofort „durch Mark und Bein“ gehe.

### Chartplatzierungen
Blood & Glitter verfehlte den Einstieg in die offiziellen Singlecharts, erreichte jedoch – nach dem Auftritt bei Unser Lied für Liverpool – Rang fünf der deutschen Single-Trend-Charts am 10. März 2023. Nach dem Auftritt beim Eurovision Song Contest erreichte es seine beste Notierung mit Rang vier in den Single-Trend-Charts am 19. Mai 2023. Es ist damit die bis dato bestplatzierte Single der Band. Darüber hinaus belegte es Rang fünf in den deutschen Downloadcharts, Rang 40 der New Entry Airplaycharts sowie Rang 96 der Airplaycharts.